# Tony Blair
Anthony Charles Lynton Blair (Edimburgo, 6 de mayo de 1953), más conocido como Tony Blair, es un político británico, primer ministro del Reino Unido entre 1997 y 2007 y líder del Partido Laborista entre 1994 y 2007. Desde el cese de su liderazgo político se ha dedicado principalmente a trabajar como asesor para diversas empresas del sector energético y financiero, y al trabajo caritativo, entre otros. Asimismo ejerció la función de representante del Cuarteto de Paz para Oriente Próximo.

## Biografía
Tony Blair, nació el 6 de mayo de 1953 en Edimburgo, siendo el segundo de tres hijos de una familia conservadora. Su padre, Leo Blair, fue un abogado y profesor universitario que tuvo ambiciones políticas que se truncaron en 1963, cuando sufrió un ataque cerebrovascular mientras hacía campaña como candidato en unas elecciones generales. Este hecho influiría posteriormente en la carrera política de Tony Blair, quien afirma que «Después de su enfermedad, mi padre transmitió sus ambiciones a sus hijos».
Blair pasó la mayor parte de su niñez en Durham donde estudiaba en ‘The Choristers School’, un colegio prestigioso para niños mientras que su padre era profesor en la Universidad de Durham. A la edad de catorce años, volvió a Edimburgo para terminar su educación en Fettes College y después estudió Derecho en Oxford, para convertirse en abogado especializado en Derecho sindical en 1976. Posteriormente cursaría la maestría de Economía en la misma universidad. En el año 1983 se unió al «Sindicato del Obrero», un sindicato de obreros izquierdistas en Edimburgo.
Tras graduarse, se afilió al Partido Laborista en 1975, cuando empezó a trabajar en un despacho de abogados en el que conoció a Cherie Booth, con quien contrajo matrimonio en 1980. La pareja tiene cuatro hijos: Euan, Nicky, Kathyrn y Leo.

## Trayectoria política
En 1983, Blair fue nombrado miembro del Partido Laborista en el Parlamento. De 1984 a 1987, fue portavoz de la oposición sobre asuntos del tesoro y economía.
Tras la muerte de John Smith en 1994, Blair, con cuarenta y un años de edad, se convirtió en el líder más joven que ha tenido el partido. En el congreso de 1996 los laboristas adoptaron la política propuesta por él, que buscaba una reforma constitucional, especial atención a la educación y a la sanidad y una mayor implicación en los asuntos de la Unión Europea.

### Primer ministro del Reino Unido (1997-2007)
En las elecciones de 1997 derrotó al entonces jefe de Gobierno, el conservador John Major, por una aplastante mayoría de votos.
Presentó «el modelo para el siglo XXI», según el principio de lograr «trabajo para los que puedan trabajar» y «seguridad para aquellos que no pueden». Según sus palabras «se acabó la cultura de recibir algo a cambio de nada». El desarrollo de esta ideología fue expuesta por Blair en su obra titulada Tercera Vía.
En la primavera de 2001 Blair decidió no agotar los cinco años de legislatura y convocar las elecciones para el 7 de junio, apoyado en una favorable opinión pública. Su partido conquistó su segunda mayoría absoluta consecutiva, algo nunca conocido por el partido antes. Cuatro años más tarde los laboristas logran nuevamente la mayoría absoluta en las elecciones posibilitando a Blair un aún más insólito tercer mandato consecutivo como premier británico laborista.
Prevé una asociación con los Demócratas Liberales, llegando incluso a sugerir durante las celebraciones del centenario del Partido Laborista que la creación del partido fue un error en la medida en que debilitó al Partido Liberal, que era una época dominante en la vida política británica. Sin embargo, el acercamiento fracasó, ya que el "Nuevo Laborismo" fue juzgado demasiado a la derecha por Charles Kennedy, el líder de los Liberales Demócratas.
Blair dimitió como primer ministro el 27 de junio de 2007, y fue sucedido por Gordon Brown. También dimitió como miembro de la Cámara de los Comunes.
El primer mandato de Blair fue un período de cambio a nivel constitucional. La ley sobre los derechos humanos se votó en 1998, también se estableció el Parlamento Escocés así como la Asamblea Nacional de Gales. Blair retiró la mayoría de los Lores que tenían sus títulos de manera hereditaria de la Cámara de los Lores en 1999 y a partir de 2000, creó el puesto de alcalde de Londres.
Para el año 2005 el gobierno de Blair había logrado implementar una reestructuración progresista del sistema gratuito de salud, que favoreció una drástica reducción de los tiempos de espera y un aumento de la calidad del tratamiento en los hospitales públicos. Los impuestos equivalían al 37 % del Producto Bruto Interno (en Francia representaban el 46 % y Alemania con un 42 %), sin embargo el nivel de vida británico había sobrepasado los de Francia y Alemania mientras que el desempleo solo llegaba al 2,5 %.

#### Fin del conflicto armado en Irlanda del Norte

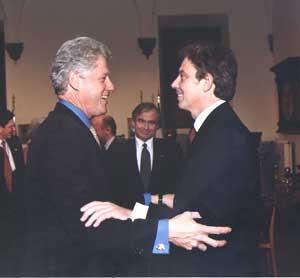
Blair y Clinton.

Blair contribuyó a poner fin a treinta años de conflicto armado en Irlanda del Norte, valiéndose para ello de la pertinaz política Mo Mowlam, nombrada ministra para esa región. En 1998 tras casi dos años de negociaciones, se firmó el acuerdo de Viernes Santo en el castillo de Stormont. Para dicho acuerdo actuó como mediador el entonces presidente estadounidense Bill Clinton.
El 28 de julio de 2005 el IRA decidió acabar con la lucha armada y emprender la vía pacífica para intentar conseguir sus propósitos. Blair y Bertie Ahern manifestaron que, de verificarse, este anuncio alcanzaría la dimensión de acontecimiento histórico. El 26 de septiembre siguiente, la Comisión Internacional Independiente encargada de supervisar el desarme en Irlanda del Norte garantizó que el IRA había completado la inutilización de todos sus arsenales.

#### Detención de Pinochet en Londres
En octubre de 1998, el exdictador chileno Augusto Pinochet se encontraba de viaje en Londres cuando fue detenido por agentes de la Scotland Yard bajo una orden de detención emitida por un juez de la Audiencia Nacional, Baltasar Garzón, quien ordenó su detención y su extradición a España para ser juzgado por crímenes de lesa humanidad, entre ellos la Caravana de la Muerte (Chile) y la desaparición del sacerdote español Antonio Llidó Mengual. Blair declaró que el asunto de Pinochet incumbía "únicamente a la justicia" y no a su Gobierno. Al final, después de una fuerte presión internacional en contra y en favor del antiguo dictador, este último fue liberado y regresó a Chile.

#### Terrorismo, Guerra de Irak y Afganistán
Artículos principales: Terrorismo islámico, Guerra de Afganistán y Guerra de Irak

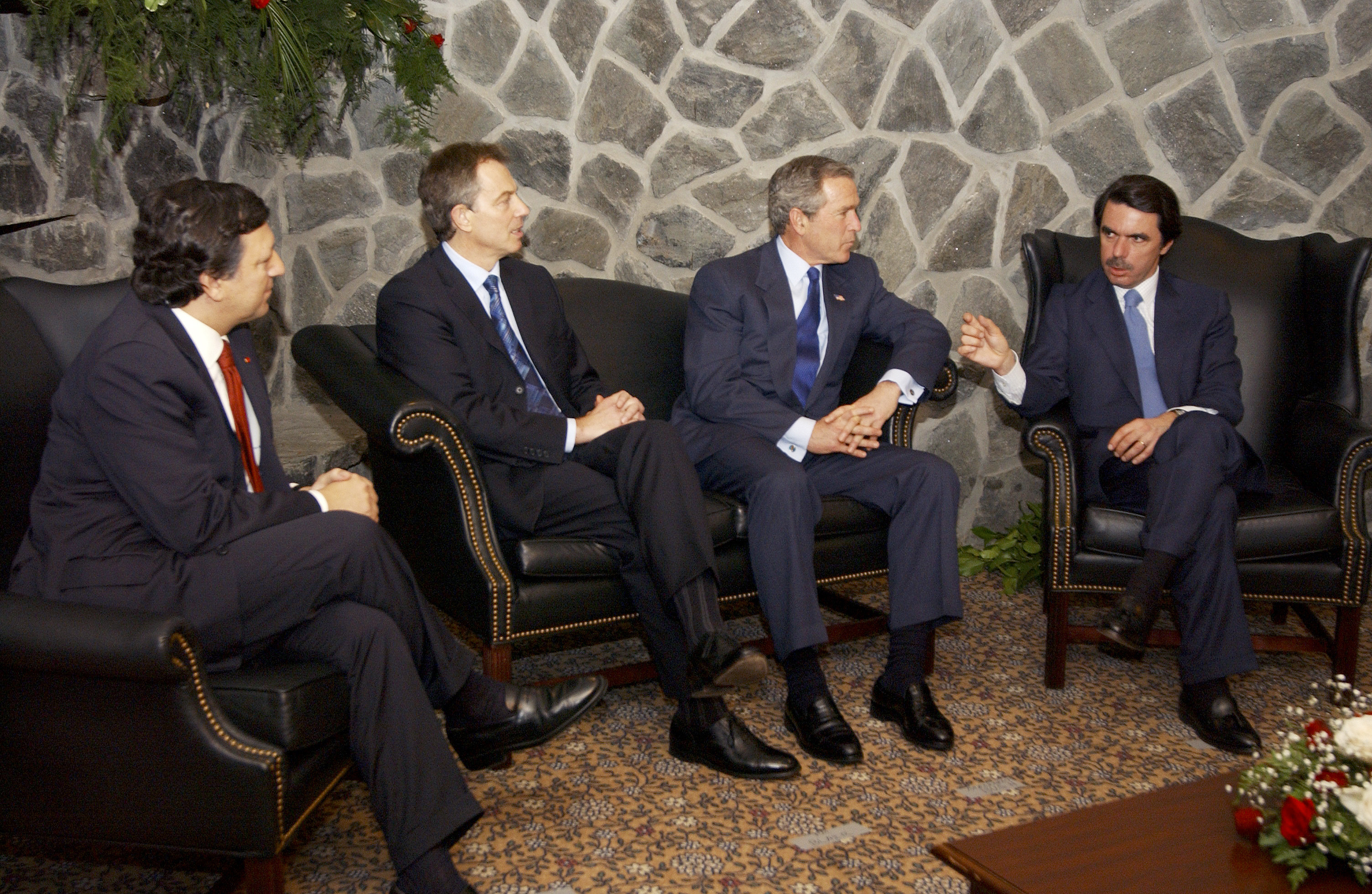
George W. Bush, Tony Blair, José María Aznar y José Manuel Durão Barroso en la Cumbre de las Azores.

Tras la participación del Reino Unido en la Operación Libertad Duradera en Afganistán iniciada en 2001, Blair tomo parte de la Cumbre de las Azores en 2003 donde se adoptó la decisión de lanzar un ultimátum de 24 horas al régimen iraquí encabezado por Saddam Hussein para su desarme. Este ultimátum finalmente desembocó en la invasión de Irak (Operación Libertad Iraquí) por una coalición internacional de países sin el respaldo explícito de la Organización de las Naciones Unidas, aunque se ampararon en la Resolución del Consejo de Seguridad de las Naciones Unidas número 1441, 1483 y 1511.
En octubre de 2001 Bush, Blair y una coalición internacional juntos entraron en guerra contra el régimen islamista que estaba presente en Afganistán. Pero era la decisión de Blair unirse a los EE. UU en la guerra de Irak que costó su reputación y dividió el partido laborista y el público británico.

#### Atentados del 7 de julio de 2005 en Londres
Artículo principal: Atentados del 7 de julio de 2005 en Londres
En relación directa con estos hechos, los atentados del 7 de julio de 2005 en Londres, reivindicados por la organización terrorista Al-Qaeda en respuesta a la presencia militar del Reino Unido en Oriente Medio, produjeron 52 muertos y más de 700 heridos. Los hechos tuvieron lugar un día después que el Comité Olímpico Internacional nombrara a Londres sede de los Juegos Olímpicos de 2012. De manera simultánea, Blair, cuya actividad en el triunfo de la candidatura londinense se consideró decisiva, actuaba como anfitrión de la 31ª Cumbre del G-8.

#### Enviado de paz al Medio Oriente
Desde el verano de 2007, Blair ejerce como “enviado para la paz” al Oriente Medio, representando a la Unión Europea, los Estados Unidos, Rusia y las Naciones Unidas. Sin embargo, desde el final de su mandato ha trabajado también como asesor para diversas empresas del sector energético en Oriente Medio, como UI Energy (empresa surcoreana con contratos de explotación de petróleo en el Kurdistán iraquí), para el fondo de inversiones de los Emiratos Árabes Unidos Mubadala, o a sueldo de la familia real de Kuwait desde 2007.

### Unión Europea
Blair se ha autocalificado como «apasionado europeísta» en referencia a la construcción política de la Unión Europea. Como presidente de turno del Consejo de la Unión Europea, Blair asistió a la cumbre de mayo de 1998 que aprobó la entrada en circulación del euro, aunque el Reino Unido había decidido no formar parte de la eurozona. Sin embargo, buscó durante su gobierno que su país se adhiriera al euro, habiendo prometido un referéndum específico antes de ejecutar la adhesión.
Durante años varios Estados miembros de la UE hicieron presión para conseguir la eliminación del descuento conocido como Cheque británico, pero el gobierno resistió todas las llamadas a su cancelación. En diciembre de 2005 el Consejo llegó a un acuerdo cuando Blair propuso reducirlo en 10.500 millones de euros durante el periodo comprendido entre 2007 y 2013.
Uno de sus últimos actos de gobierno fue su participación en la cumbre de junio de 2007 convocada por la Presidencia alemana del Consejo Europeo que sentó las bases del acuerdo que permitió la firma del Tratado europeo de Lisboa.
Blair obtuvo en 1999 el premio Carlomagno por su contribución a la unidad europea y es desde 2008 una de las personalidades que se mencionan con más frecuencia como posible candidato a ejercer el primer mandato presidencial permanente del Consejo Europeo, que inició funciones a partir de 2009. Sin embargo, finalmente el elegido fue el belga Herman Van Rompuy.

## Religión
Alistair Campbell, exdirector de comunicaciones de Tony Blair, menciona en su libro Los años Blair que el primer ministro rezaba regularmente durante la guerra de Irak.
El 22 de diciembre de 2007[¿dónde?] se conoció que Tony Blair se había convertido a la Iglesia católica durante una misa celebrada en la casa del Arzobispado en Westminster el día anterior. Antes de ese evento él era miembro de la Iglesia de Inglaterra, esto es, anglicano. Anteriormente Blair había asistido a los servicios religiosos de la Iglesia católica junto con su esposa, quien es católica, y sus hijos, quienes asisten a escuelas católicas.
Se dice [¿por quién?] que –junto con el caso de la duquesa de Kent, en 1994– es la conversión al catolicismo del personaje británico más notorio desde John Henry Newman, en 1845. Blair, como Newman, estudió en Oxford, y allí sintió un mayor interés por la religión.
Se ha especulado [¿por quién?]que Blair había preferido cambiar de religión después de su renuncia como primer ministro debido a su vinculación en el proceso de paz en Irlanda del Norte. Además, habría sido muy delicado, desde el punto de vista político, que el jefe de Gobierno de un país, donde el anglicanismo es la religión oficial, fuera católico.
El ingreso de Blair en la Iglesia católica ha provocado a su vez una nueva reflexión sobre la norma legal británica que impide un monarca católico o con cónyuge católico. Desde 1688 no ha habido en el Reino Unido un primer ministro católico.
Murphy O'Connor, cardenal de la Iglesia católica en Inglaterra, comentó: «Estoy muy contento de dar la bienvenida a Tony Blair». Por otra parte Rowan Williams, arzobispo anglicano de Canterbury, dijo que «Tony Blair puede contar con mi oración y mis buenos deseos ahora que está dando este paso en su peregrinación cristiana».
Algunos católicos ingleses como Ann Widdicombe, exministra del partido conservador inglés, criticaron su conversión. Según ellos Blair, durante su gobierno, había adoptado medidas de carácter legislativo que van en contra de las creencias católicas tales como el apoyo al aborto y el matrimonio civil para las parejas homosexuales.

## Honores
Reino Unido

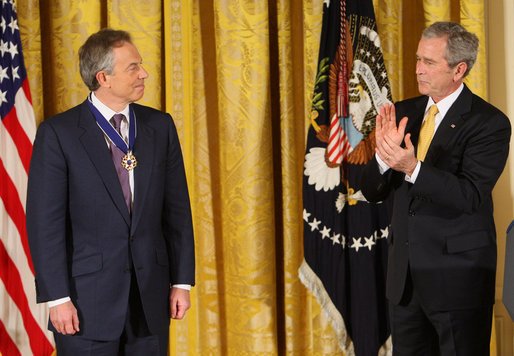
Blair recibió la Medalla Presidencial de la Libertad del presidente George W. Bush en 2009

- Consejero privado del Reino Unido (1994)
- Caballero de la Orden de la Jarretera (KG) (2022)

Internacionales
- Medalla de Oro del Congreso de los Estados Unidos (2003)[26]

- Medalla Presidencial de la Libertad (2009)
- Medalla de la Libertad (2010)
- Orden de la Libertad (2010)

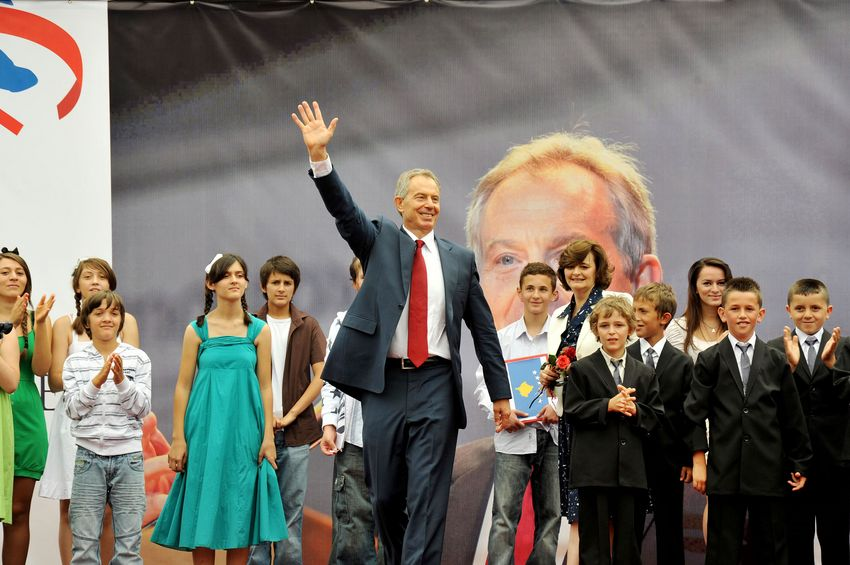
Blair en Kosovo conociendo a niños que llevan su nombre, 2010

## Actividades tras la política
Desde el final de su mandato en 2007, Blair se ha convertido en asesor de numerosas empresas: UI Energy, empresa surcoreana con contratos de explotación de petróleo en el Kurdistán iraquí, para el fondo de inversiones de los Emiratos Árabes Unidos Mubadala, o a sueldo de la familia real de Kuwait desde 2007. Asimismo, es consultor permanente en JP Morgan Chase, Zurich Insurance Group Ltd, y del consorcio de productos de lujo Louis Vuitton Moet Hennessy. Además, imparte también conferencias, como las que realizó para Lansdowne Partners, un fondo de capital riesgo que se enriqueció durante la crisis financiera de 2008, lo que ha afectado a su imagen pública en su país. También asesora a los gobiernos de Kazajistán y Kuwait, al fondo de inversión Abu Dhabi Mubadala
Una de sus empresas, Tony Blair Associates, tiene como objetivo «ofrecer, desde una perspectiva comercial, asesoramiento estratégico sobre las tendencias políticas y económicas y la reforma del Estado» y permitiría a Blair monetizar sus contactos anteriores. En particular, Blair habría ganado 1,24 millones de euros en tres horas interviniendo ante Hamad bin Jassem bin Jabr Al Thani, primer ministro de Catar y propietario de Qatar Holding, en nombre de Ivan Glasenberg, propietario de Glencore en el momento de la OPA de Xstrata.
En abril de 2016, la prensa reveló que Tony Blair utilizó un fideicomiso para administrar su fortuna multimillonaria con el fin de recibir pagos por sus actividades de consultoría
En 2010 publicó sus memorias, tituladas A Journey. My Political Life, que fueron un gran éxito de ventas.

## Condena en Malasia por crímenes de guerra
El 23 de noviembre de 2011 un tribunal de Malasia decidió condenar al expresidente George W. Bush y al ex premier británico Tony Blair, los encontró culpables de genocidio y crímenes contra la paz después de una investigación que llevó casi tres años. El tribunal, encabezado por el juez malayo Abdul Kadir Sulaiman, condenó en ausencia a los exmandatarios por haber violado las leyes internacionales en marzo de 2003, incluidas las resoluciones de Naciones Unidas en su contra, cuando decidieron invadir unilateralmente Irak. Para los fiscales y la Comisión, Bush y Blair cometieron abuso de poder y un acto de agresión que llevó al asesinato masivo de miles de iraquíes.

## Obras
- Blair, Tony (1994). What Price Safe Society? Sociedad Fabiana, ISBN 0-7163-0562-3
- Blair, Tony (1994). Socialism Sociedad Fabiana, ISBN 0-7163-0565-8
- Blair, Tony (1995). Let Us Face the Future Sociedad Fabiana, ISBN 0-7163-0571-2
- Blair, Tony (1997). New Britain: My Vision of a Young Country Basic Books, ISBN 0-8133-3338-5
- Blair, Tony (1998). The Third Way: New Politics for the New Century Sociedad Fabiana, ISBN 0-7163-0588-7
- Blair, Tony (1998). Leading the Way: New Vision for Local Government Institute for Public Policy Research, ISBN 1-86030-075-8
- Blair, Tony (2000). Superpower: Not Superstate? (Federal Trust European Essays) Federal Trust for Education & Research, ISBN 1-903403-25-1
- Blair, Tony (2010). A Journey. My Political Life Alfred A. Knopf

### Ediciones en español
- Blair, Tony (1998). La tercera vía. Aguilar. ISBN 978-84-03-59502-6.

## Tony Blair en el cine, la televisión y la música
Cine
- 2003 - En la comedia romántica Love Actually, Hugh Grant interpreta a un primer ministro inspirado en la gestualidad de Blair, pero con una acción política, en relación con los Estados Unidos, completamente opuesta.[30]
- 2006 - En la película The Queen es interpretado por el actor Michael Sheen.
- 2009 - La película In the Loop, dirigida por Armando Iannucci, trata de la decisión —y las peripecias del gobierno de Tony Blair, junto con el gobierno de George W. Bush— de iniciar la guerra de Irak.
- 2010 - La película La Relación especial, dirigida por Richard Loncraine, se centra en las relaciones entre el presidente británico Tony Blair y los americanos Bill Clinton y George W. Bush.
- 2010 - La película The Ghost Writer (El escritor fantasma), dirigida por Roman Polanski, basada en el libro de Robert Harris The Ghost, recrea las intrigas de un escritor fantasma (un negro literario) que escribe la Autobiografía de Tony Blair.

Televisión
- En 2006, apareció en el muy visto programa de televisión británico The Catherine Tate Show recreando una de las frases más populares del personaje de Lauren Cooper.
- En un capítulo de Los Simpson apareció en un aeropuerto y habló con Homer Simpson, quien lo confunde con Mr. Bean. Él mismo grabó un diálogo, en el que menciona lugares turísticos de Gran Bretaña.

Música
- Es mencionado en una canción del grupo Mólotov.
- Es mencionado en la canción "Millionaire" del grupo Plastilina Mosh.
- Es mencionado en la canción "Mentiras" del rapero ToteKing.
- En el videoclip de George Michael de la canción Shoot the dog, aparece como un dibujo animado junto a su esposa y la pareja Bush, siendo la mascota de él.
- Es mencionado en la canción "Façade Of Reality" de la banda de metal sinfónico neerlandesa Epica.
- Fue la inspiración para escribir la canción ¨You And Whose Army?¨ del grupo británico Radiohead. Según el cantante y líder de la banda, Thom Yorke, se inspiró en la traición de Blair a su pueblo.

| Predecesor: John Major | Primer ministro del Reino Unido 1997-2007 | Sucesor: Gordon Brown |